# Hapuna Beach State Park
Hapuna Beach State Park (auch Hāpuna Beach State Recreation Area) ist ein landschaftlich gestalteter Strandpark am längsten und breitesten weißen Sandstrand von Hawaii. Er befindet sich an der Hāpuna Bay im Nordwesten der Insel rund 50 km nördlich von Kailua-Kona.

## Strand
Der Strand hat eine Länge von 800 m und eine Breite von 60 m. Der Meeresboden fällt flach ab. Er eignet sich zum Schwimmen und Schnorcheln. Am südlichen Ende befindet sich ein kleines Korallenriff. Das Surfen mit Brett ist jedoch untersagt. Er wurde von Stephen Leatherman wiederholt zum besten Strand der USA gekürt.

## Infrastruktur
Im 25 ha großen Park befinden sich Duschen und andere sanitäre Einrichtungen, Picknicktische und -bänke, Imbissstände, A-förmige Holzhütten für vier Personen sowie eine Badeaufsicht. Die Anlagen wurden 2017–18 für 4,2 Mio. US-Dollar renoviert. Für den Besuch des Parks wird eine Eintritts- und Parkplatzgebühr erhoben.